# 255P/Levy
La comète Levy, officiellement 255P/Levy, est une comète périodique du système solaire, découverte le 2 octobre 2006 par David H. Levy.